# بلشون أرأس
بلشون أرأس أو أبو العنقاء أو البلشون أبو رأس أو بلشون إفريقي[بحاجة لمصدر] (الاسم العلمي:   Ardea  melanocephala) (بالإنجليزية: Black-headed  Heron)‏ هو طائر ينتمي إلى بلشونيات (فصيلة: Ardeidae).

## معرض صور

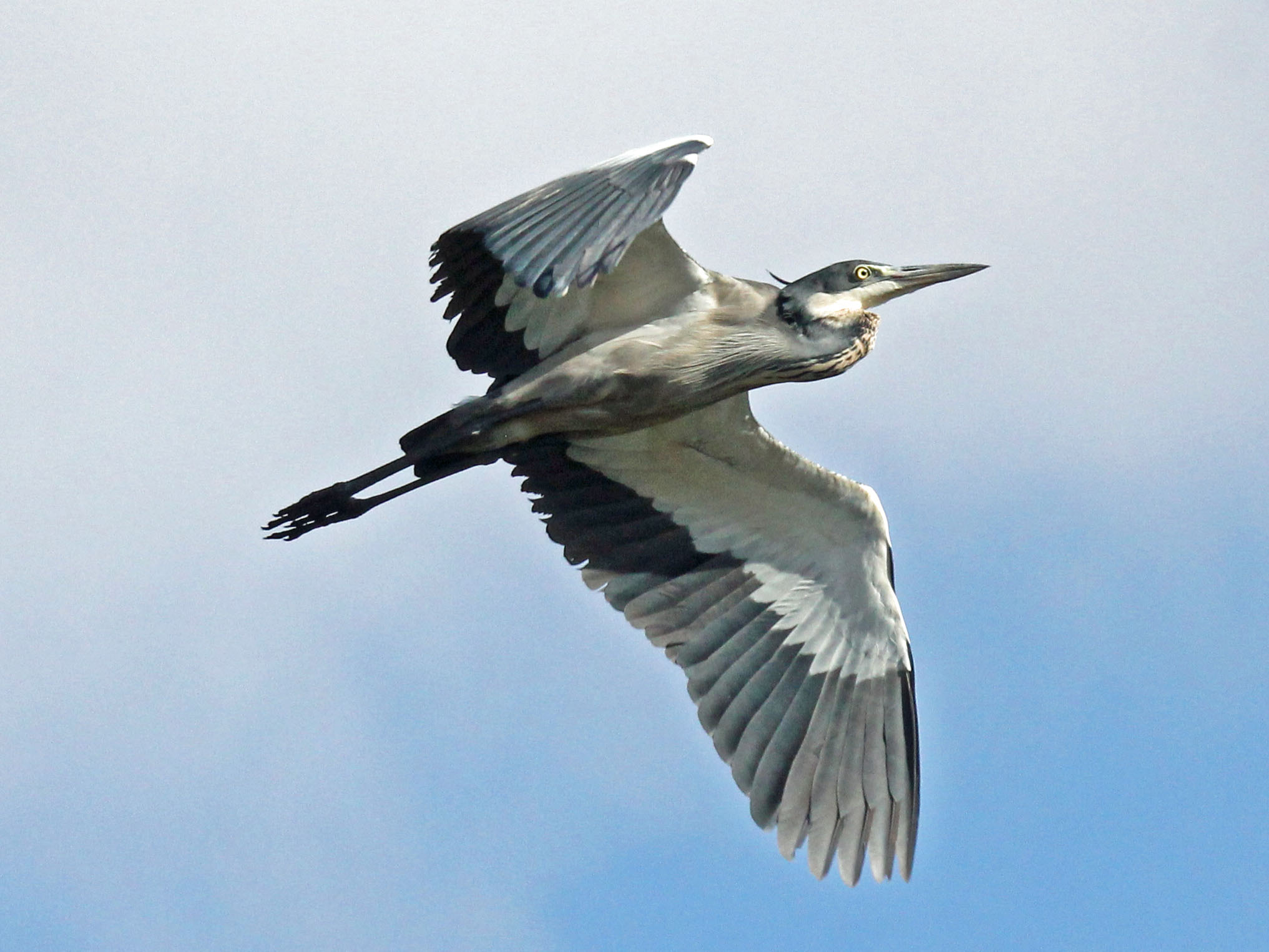
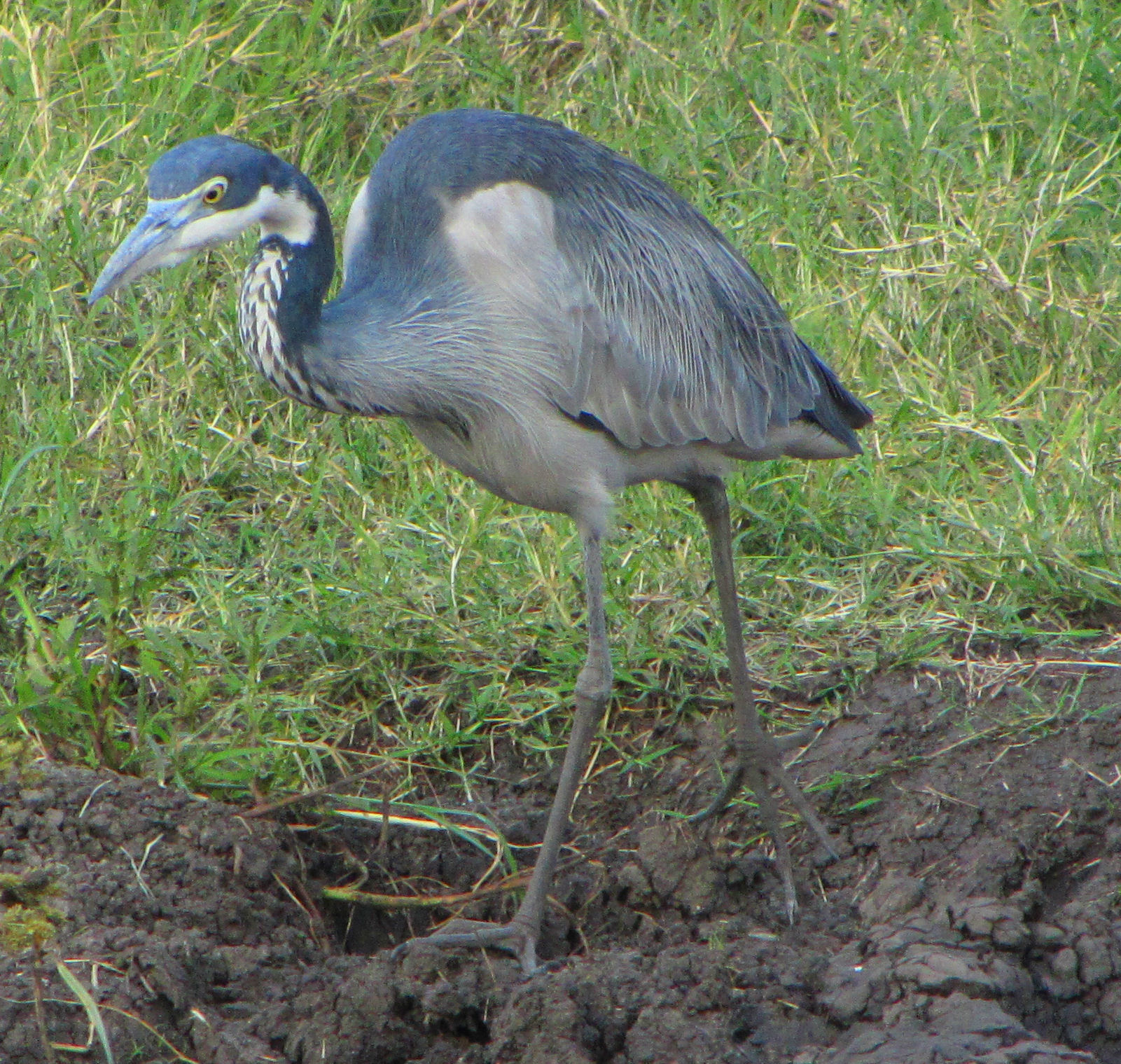
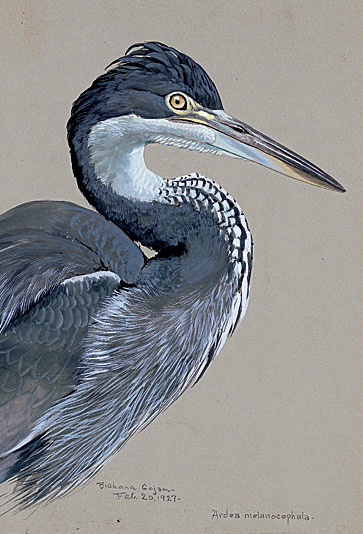
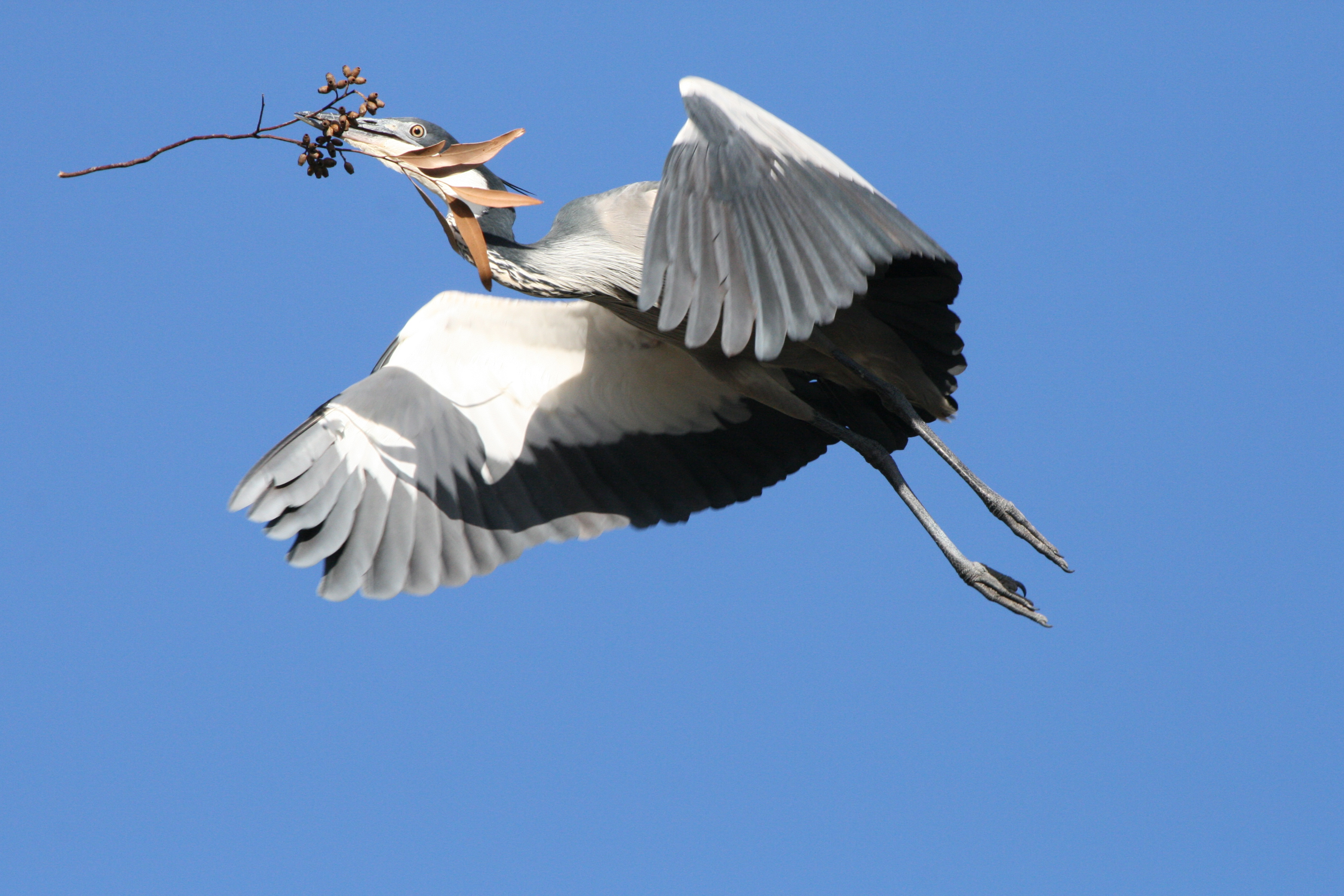
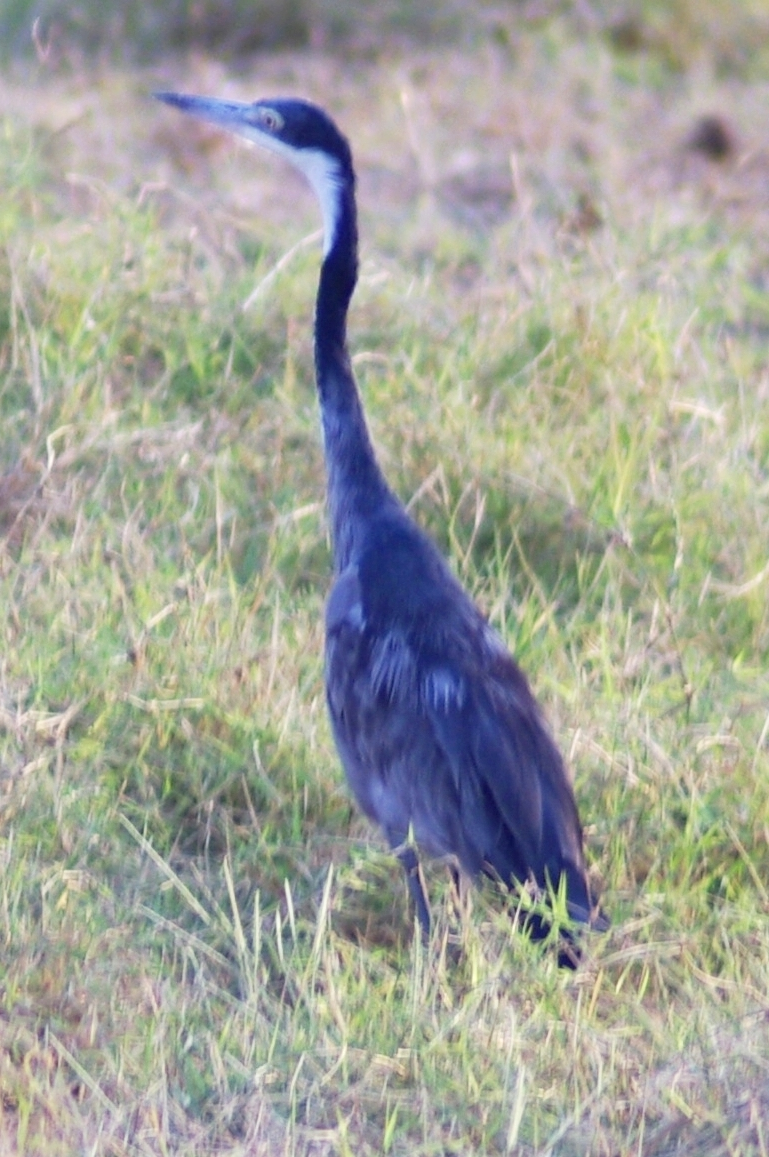

## روابط خارجية
- Black-headed heron - Species text in The Atlas of Southern African Birds